# سرفة متشابكة
سرفة متشابكة (الاسم العلمي:Syrphus intricatus) هو نوع من الحشرات يتبع جنس السرفة من الفصيلة السرفات.